# 山本浩司 (俳優)
山本 浩司（やまもと ひろし、1974年8月11日 - ）は、日本の俳優、映画監督。ディケイド所属。身長166cm。
福井県福井市出身。福井市足羽中学校、福井高等学校、大阪芸術大学芸術学部映像学科卒業。

## 人物
大阪芸大映像学科93年入学の同期生である本田隆一、横山浩基と共に「ピーコック・フィルム」という映像制作チームを結成し、映画製作やバンド活動を行っている。
『日経エンタテインメント!』調べ、2007年邦画助演での出演数ランキングで3位（11本）となった。これは遠藤憲一と並ぶ記録で、光石研の12本に次ぐ記録で、若くして名脇役としての地位を固めつつある。別記のとおり、主演作品も多い。
ムロツヨシや新井浩文と仲が良く、「班長さん」と呼ばれている。
2016年10月27日、自身のTwitterにて入籍を発表。

## 出演

### 映画
- どんてん生活（1999年） - 南紀世彦 役（主演）
- ヒロシとローラン（1999年） - ヒロシ 役（主演）
- 105円のハンバーガー（2000年）
- 東京ハレンチ天国 さよならのブルース（2001年）テツ 役（主演）
- ばかのハコ船（2002年） - 酒井大輔 役（主演）
- セクシードリンク大作戦 神様のくれた酒（2003年） - 神様 役
- 極道刑事（2003年） <OV>
- 飼育の部屋 終のすみか（2003年） - タクシードライバー 役
- リアリズムの宿（2004年） - 木下俊弘 役（主演）
- 魁!!クロマティ高校THE★MOVIE（2004年） - 前田彰 役
- ヒッチ・ハイク 溺れる箱舟（2004年） - 坂田 役
- プッシーキャット大作戦（2004年） - 警官 役
- ずべ公同級生（2004年）
- 穴（2004年）
- トニー滝谷（2004年）
- くりいむレモン（2004年） - スーツの男 役
- ウォーターメロン（2004年） - 主演・博士 役
- DV ドメスティック・バイオレンス（2005年） - カラオケ屋の店員 役
- 白鳥の湖（2005年）
- 晴れた家（2005年） - ナレーション
- ヘアスタイル（2005年） - チカオ（第1話『おさげの本棚』の主演）
- リンダ リンダ リンダ（2005年） - スタジオQの店員 役
- TWILIGHT FILE トワイライト・ファイル（2005年）
- 福井青春物語（2005年） - 山本ヒロシ 役
- 福井青春革命（2005年）
- スリーピングフラワー（2005年） - 医者 役
- チェーン 連鎖呪殺（2005年）
- イヌゴエ（2005年） - 芹澤直喜 役（主演）
- 8月のクリスマス（2005年）
- 雪に願うこと（2005年） - 主人公の幼なじみの厩務員 役
- 酒井家のしあわせ（2006年）
- 嫌われ松子の一生（2006年） - 警官 役
- シムソンズ（2006年） - 北海道文化テレビAD・渡辺恭輔 役
- 実録 武闘派極道史 八西会跡目抗争（2006年）〈OV〉- 鉄平 役
- colors（2006年）
- 対岸の彼女（2006年）〈TVM〉
- ハヴァ、ナイスデー（2006年）
- イヌゴエ 幸せの肉球（2006年） - 背広姿の男 役
- バウムクーヘン（2006年）
- ネコと金魚の恋物語（2006年）（主演）
- Life（2006年） - 男 役
- 幽閉者 テロリスト（2006年）
- FM89.3MHz（2007年） - タクシードライバー 役
- しゃべれどもしゃべれども（2007年） - 柏屋ちまき 役
- それでもボクはやってない（2007年） - 傍聴人・北尾哲 役
- 眠り姫（2007年） - 達ちゃん 役（声）
- 腑抜けども、悲しみの愛を見せろ（2007年） - 萩原 役
- ユメ十夜「第八夜」（2007年）
- さくらん（2007年） - 大工 役
- 観察 永遠に君を見つめて（2007年）
- パッチギ! LOVE&PEACE（2007年）
- やじきた道中 てれすこ（2007年）
- サイドカーに犬（2007年） - 渡辺寿男 役
- 黄色い涙（2007年） - 山岸 役
- エクステ（2007年） - 田村二郎（警官）役
- ROBO☆ROCK（2007年）
- BAUMKUCHEN（2007年）
- 銀色のシーズン（2008年）
- グーグーだって猫である（2008年） - 飼育員 役
- 平凡ポンチ（2008年） - 副島 役
- 魔法遣いに大切なこと（2008年） - 藍本栄之進 役
- GSワンダーランド（2008年）
- TOKYO!「Shaking Tokyo」（2008年）
- 歓喜の歌（2008年）
- Sweet Rain 死神の精度（2008年） - 店員 役
- ロストガール（2006年製作、2009年公開） - 主演・大地 役
- デメキング（2009年） - 長田 雄介 役
- オンナゴコロ（2009年）
- カラスコライダー（2009年）
- 蟹工船（2009年） - 山路 役
- 余命1ヶ月の花嫁（2009年） - イベント主催者 役
- 童貞放浪記（2009年） - 主演・金井淳 役
- 色即ぜねれいしょん（2009年） - アキちゃん 役
- カムイ外伝（2009年） - 村民 役
- ダイコン ダイニングテーブルのコンテンポラリー（2009年）
- パーマネント野ばら（2010年） - ユウジ 役
- 誘拐ラプソディー（2010年） - 栗林 役
- ラバーズ 覆う女（2010年） - 主演・木下 役
- nude（2010年） - 佐藤 役
- 信さん・炭坑町のセレナーデ （2010年） - 斉藤勝行
- 雷桜（2010年、東宝）
- 市民ポリス69（2011年）
- これでいいのだ!!映画★赤塚不二夫（2011年、東映） - ピース 役
- マイ・バック・ページ（2011年） - 佐伯仁 役
- 半分処女とゼロ男（2011年） - 後藤 役
- ツレがうつになりまして。（2011年） - 編集者 役
- カイジ2 人生奪回ゲーム（2011年） - 鐘森 役
- 僕達急行 A列車で行こう（2012年） - 不動産屋 役
- 外事警察 その男に騙されるな（2012年） - 大友遥人 役
- からっぽ（2012年） - 陣内 役
- ふがいない僕は空を見た（2012年） - 有坂研二 役
- Playback（2012年）
- 飛べ!ダコタ（2013年） - 通訳石川 役
- シュトルム・ウント・ドランクッ（2013） - 細川邸秘書 役
- Seventh Code（2014年） - 斉藤 役
- 魔女の宅急便（2014年3月1日） - フクオ 役
- ジョーカー・ゲーム（2015年1月31日、東宝） - 小田切 役[6]
- 野火（2015年7月25日） - 分隊長 役
- モーターズ（2015年11月14日）
- 断食芸人（2016年2月27日） - 断食男 役
- 黒い暴動♥（2016年） - 教師 役
- エミアビのはじまりとはじまり（2016年） - 観客（エキストラ）
- トマトのしずく（2017年）
- 三度目の殺人　(2017年）
- あゝ、荒野（2017年）
- いぬやしき（2018年）
- きらきら眼鏡（2018年）
- 止められるか、俺たちを（2018年） - 足立正生 役
- 居眠り磐音（2019年5月17日） - 松吉 役
- 人間失格 太宰治と3人の女たち（2019年9月13日）
- 最初の晩餐（2019年11月1日） - 井住 役
- “隠れビッチ”やってました。（2019年12月6日） - ひろみの上司 役
- エンボク（2020年7月3日）
- 僕の好きな女の子（2020年8月14日）
- ソワレ（2020年8月28日） - 大久保建治 役
- 朝が来る（2020年10月23日）
- MIRRORLIAR FILMS Season1「無事なる三匹プラスワン コロナ死闘篇」（2021年9月17日）
- ひらいて（2021年10月22日） - 岡野屋 役
- CHAIN/チェイン（2021年11月26日） - 近藤勇 役
- 弟とアンドロイドと僕（2022年1月7日）
- 正欲（2023年11月10日） - 担任教師 役[7]
- コーポ・ア・コーポ（2023年11月17日）
- サンセット・サンライズ（2025年1月17日） - 山城進一郎 役[8]

### テレビドラマ
- 怪奇大家族（2004年、テレビ東京）
- はるか17（2005年、テレビ朝日）
- 対岸の彼女（2005年、WOWOW） - 長谷川 役
- ブスの瞳に恋してる（2006年、フジテレビ）
- 劇団演技者。「インテリジェンス」（2006年、フジテレビ） - まー君 役
- 3年B組金八先生 第8シリーズ 第10話（2007年12月13日、TBS）
- ハゲタカ 第2話（2007年2月24日、NHK総合）
- キューティーハニー THE LIVE 第6話（2007年11月6日、テレビ東京）
- 栞と紙魚子の怪奇事件簿 第4話（2008年1月、日本テレビ）
- 未来講師めぐる 第5話（2008年2月8日、テレビ朝日） - タモツ 役
- 腐女子デカ 最終話（2008年2月、テレビ朝日） - 河村博司 役
- めぞん一刻2 完結編（2008年7月26日、テレビ朝日） - 裕作の義兄 役
- 探偵Xからの挑戦状!「森江春策の災難」（2009年4月30日、NHK）
- コンカツ・リカツ（2009年、NHK）
- 怨み屋本舗REBOOT 第3・4話（2009年7月24日・31日、テレビ東京） - 興津和好 役
- 土曜ドラマ（NHK）
  - 外事警察（2009年11月 - 12月） - 大友遥人 役
  - 水平線のうた（2025年3月1日・8日、NHK総合・NHK BSプレミアム4K） - 大谷 役[9]
- 傍聴マニア09〜裁判長!ここは懲役4年でどうすか〜 第9話（2009年12月、読売テレビ）
- 連続テレビ小説（NHK）
  - ゲゲゲの女房 第10週（2010年6月） - 税務署員 役
  - あさが来た 第13週（2016年1月） - 山本平蔵 役
    - あさが来たスピンオフ 割れ鍋にとじ蓋（2016年4月23日、NHK BSプレミアム）

  - エール（2020年） - 村野善治 役
  - らんまん（2023年7月10日 - ） - 美作秀吉 役
- 逃亡弁護士 第1話（2010年7月6日、関西テレビ）
- ヘヴンズ・ロック 第5話（2010年8月11日、関西テレビ） - 死神さんジャック 役
- 闇金ウシジマくん（2010年、毎日放送） - 沼田 役
- スペシャルドラマ「ストロベリーナイト」（2010年11月13日、フジテレビ） - 金原太一 役
- 相棒
  - season9 第8話「ボーダーライン」（2010年12月15日） - 柴田貴史 役
  - season19 第3話「目利き」（2020年10月28日） - 酒井直樹 役
- FACE MAKER 第12話（2010年12月23日、読売テレビ） - 小松拓朗 役
- 横山秀夫サスペンス「仕返し」（2011年4月10日、WOWOW）
- 荒川アンダー ザ ブリッジ（2011年7月 - 9月、毎日放送） - ヤス 役
- 下町ロケット 第2話（2011年8月28日、WOWOW）
- 家族八景 Nanase,Telepathy Girl's Ballad 第3話（2012年2月7日、TBS・毎日放送） - 神波慎一 役
- デカ 黒川鈴木 第10話（2012年3月8日、読売テレビ） - 田崎しげる 役
- エアーズロック（2012年4月-7月、サンテレビ） - 主演・ゴカンレッド（赤井一） 役
- 好好!キョンシーガール〜東京電視台戦記〜 第7話（2012年11月23日、テレビ東京） - 警察官 役
- 黒い十人の黒木瞳。II「黒い新婦」（2012年12月29日、NHK BSプレミアム）
- まほろ駅前番外地 第11話（2013年3月22日、テレビ東京） - 柏木貞雄 役
- ネオ・ウルトラQ 第11話（2013年3月23日、WOWOW） - ノムラ 役
- ラジオ（2013年3月26日、NHK） - 山之里勝 役
- めしばな刑事タチバナ 第1話（2013年4月10日、テレビ東京） - 島田 役
- お天気お姉さん 第3話（2013年4月26日、テレビ朝日） - 竹内隼人 役
- 放課後グルーヴ 第3話（2013年5月6日、TBS） - クレープ屋 役
- ハクバノ王子サマ 純愛適齢期（2013年10月-12月、読売テレビ） - 高峰邦広 役
- 都市伝説の女 Part2 第6話（2013年11月15日、テレビ朝日） - 井本廣幸 役
- 極悪がんぼ 第6話（2014年5月19日、フジテレビ） - 岩猿耕助 役
- 深夜食堂3 第2話（2014年10月27日、TBS・毎日放送） - 手塚オサミ 役
- 太鼓持ちの達人〜正しい××のほめ方〜 第1話（2015年1月12日、テレビ東京） - 磯貝孝彦 役
- びったれ!!! 第7話（2015年2月25日、テレビ神奈川他） - 市原カズシ 役
- ヤメゴク〜ヤクザやめて頂きます〜 第6話（2015年5月21日、TBS） - 小牧裕也 役
- コウノドリ 第6話（2015年11月20日、TBS） - 竹下真一 役
- 植物男子ベランダー 俺のウィンタースペシャル 第2夜（2015年12月28日、NHK BSプレミアム） - カメラマン 榎木 役
- 仮面ライダーゴースト（2016年2月 - 2016年9月、テレビ朝日） - イゴール / 眼魔スペリオル 役
- ふれなばおちん（2016年6月 - 8月、NHK BSプレミアム） - 伊丹 役 [10]
- 忠臣蔵の恋〜四十八人目の忠臣〜（2016年9月 - 2017年2月、NHK総合） - 前原伊助 役
- アイドル×戦士 ミラクルちゅーんず! 第16話（2017年7月16日、テレビ東京） - 音羽響樹 役
- 下北沢ダイハード 第10話（2017年9月23日、テレビ東京） - シミー辺見 役
- 99.9-刑事専門弁護士- SEASON II 最終話（2018年3月18日、TBS） - 中原銀次 役
- 家政夫のミタゾノ 第4話（2018年5月11日、テレビ朝日） - 山脇光太郎 役
- コンフィデンスマンJP 第6話（2018年5月14日、フジテレビ） - 斑井万吉 役
- 絶対零度〜未然犯罪潜入捜査〜 第1話（2018年7月9日、フジテレビ） - 前川健司 役
- 刑事7人 第6話（2018年8月15日、テレビ朝日） - 桜木翔 役
- このマンガがすごい! 「新井浩文と山本浩司の『行け! 稲中卓球部』」（2018年12月1日・15日、テレビ東京） - 本人役、井沢 役
- フルーツ宅配便 第11話（2019年3月23日、テレビ東京系） - 野川 役
- 大全力失踪 第3回（2019年4月21日、NHK BSプレミアム） - 青山タケル 役
- W県警の悲劇 第2話（2019年8月3日、BSテレ東） - 宮川満 役
- びしょ濡れ探偵 水野羽衣 第2話（2019年7月11日、テレビ東京） - 井畑 役
- ルパンの娘 第7話（2019年8月22日、フジテレビ） - 六見義男 役
- 凪のお暇 第7話（2019年8月29日、TBS） - 倉田渡 役
- 盤上の向日葵（2019年9月8日 - 9月29日、NHK BSプレミアム） - 幹本寛治 役
- 最上の命医2019（2019年10月2日、テレビ東京） - 今野充 役
- 少年寅次郎 第4話（2019年11月9日、NHK総合） - マサオの父 役
- 月曜プレミア8（テレビ東京）
  - 中山七里ミステリー作家刑事 毒島真理」（2020年11月30日）‐ ある犯罪者 役
  - さすらい署長 風間昭平 15（2022年1月24日） - 新沼義晴 役
- アノニマス〜警視庁“指殺人”対策室〜 第4話（2021年2月15日、テレビ東京） - 柳田修 役
- 大河ドラマ（NHK）
  - 青天を衝け（2021年） - 山高信離 役
  - 鎌倉殿の13人（2022年） - 藤原泰衡 役
- 赤いナースコール（2022年7月11日 - 、テレビ東京） - 津田八郎 役[11]
- 我らがパラダイス（2023年1月8日 - 3月12日、NHK BSプレミアム・NHK BS4K） - 細川智彦 役[12]
- アンチヒーロー 第1話・第8話（2024年4月14日・6月2日、TBS） - 羽木朝雄 役[13][14]
- Re:リベンジ-欲望の果てに- 第2話・第3話（2024年4月18日・25日、フジテレビ） - 医師 役[15]
- あなたの恋人、強奪します。 第9話（2024年6月9日、朝日放送テレビ） - 川田拓也 役[16]
- 魔物 第2話 - 第7話（2025年4月25日 - 6月6日、テレビ朝日） - 惣原康介 役[17]
- Dr.アシュラ 第4話（2025年5月7日、フジテレビ） - 不動院長の運転手 役[18]

### オリジナルビデオ
- 仮面ライダーシリーズ - イゴール 役
  - 仮面ライダーゴースト アラン英雄伝 第二章（2016年7月13日）
  - ゴースト RE:BIRTH 仮面ライダースペクター（2017年4月19日）

### その他のテレビ番組
- COUNTDOWN HITS 20（2003年、スペースシャワーTV）
- 美しき酒呑みたち（2013年、BSフジ）

### Webドラマ
- 火花（2016年、Netflix） - 熱海のイベント主催者 役
- 箱庭のレミング（2021年6月24日、ABEMA） - 多田 役
- あなたに聴かせたい歌があるんだ 第1話・第2話（2022年5月20日、Hulu） - 部長 役
- 仮面ライダーBLACK SUN（2022年10月28日、Amazon Prime Video） - 川本英夫 役

### CM
- 資生堂エリクシール シュペリエル「初対面」篇（2008年） - 夫の大学時代の友達 役
- マクドナルド「I'm Lovin' it〜」（2005年）
- KIRIN麒麟淡麗〈生〉「部下の成功の、よろこび篇」（2010年）
- ラクスル「安い編」「早い編」「ポスティング編」「新聞折込編」「動画制作編」(2019年2月9日 -)[19]

### PV
- 大正九年「祝祭日」（2003年）
- 湘南乃風「覇王樹」（2005年）
- eastern youth「一切合切太陽みたいに輝く」（2009年）

## 映画監督作品
- BOOMERANG 2000（2001年） - 2003年日本コネクション
- SMOKIN' GYNG（2001年）
- 地球の最後の最初の男（2001年） - 福井インディーズ映画祭観客賞
- 宇宙の人（2001年） - 福井インディーズ映画祭特別上映
- 古代遺跡に漫才は可能か?（2002年）
- ゴースト・オブ・ギャング（2002年）
- 遠吠え喫茶（2002年） - 2004年シネマアートン下北沢、シネアジア映画祭（ドイツ）